# Streblocera latibrocha
Streblocera latibrocha är en stekelart som beskrevs av Chou 1990. Streblocera latibrocha ingår i släktet Streblocera och familjen bracksteklar. Inga underarter finns listade i Catalogue of Life.